# Comment se débarrasser de son patron
Pour l’article homonyme, voir Comment se débarrasser de son patron (série télévisée).
Ne doit pas être confondu avec Comment tuer son boss ?.
Comment se débarrasser de son patron (Nine to Five) est un film américain réalisé par Colin Higgins, sorti en 1980.

## Synopsis
Le « sexiste, égotiste, sectaire, hypocrite et menteur » Franklin Hart Jr. règne en maître absolu sur le service comptabilité/clientèle de la puissante société Consolidated dont le riche et aventureux Russel Tinsworthy est Président. Il est secondé par sa fidèle assistante Roz qui n'hésite pas à se cacher dans les toilettes pour surprendre les conversations personnelles de ses collègues, majoritairement des femmes, et lui en remettre des comptes-rendus détaillés.
Fraîchement divorcée et nouvellement embauchée à Consolidated, où son inexpérience la conduit à multiplier les maladresses, Judy Bernly se révolte quand les dénonciations de Roz permettent à Frank Hart de licencier une employée. Presque simultanément, Hart provoque l'ire de deux autres employées. Il refuse à Violet Newstead, sa plus ancienne collaboratrice, une promotion méritée au profit d'un collègue moins ancien qu'elle mais qui a le mérite, à ses yeux, d'être un homme. Enfin, il répète sans cesse que Doralee Rhodes, sa sculpturale secrétaire, se donne à lui alors, qu'en épouse fidèle, elle repousse constamment ses avances.
Déprimées et abattues, Judy, Violet et Doralee se retrouvent au comptoir du bar « Charly ». L'alcool et la marijuana aidant, elles retrouvent ensemble leur gaieté au cours d'une soirée durant laquelle chacune expose son plan pour les débarrasser de leur patron : chasse à l'homme pour l'aventurière Judy, capture au lasso et cuisson au feu de bois, à la mode Western, pour la cow-girl Doralee et poison pour Violet muée en une Blanche-Neige qui renverse le cours du conte.
La réalité les rattrape lorsque Violet assaisonne de mort-au-rat le café que lui a réclamé Hart en confondant la boîte jaune du pesticide avec celle, tout aussi jaune, de la saccharine. Un fauteuil cassé provoque la chute de Hart qui est hospitalisé, inconscient, par Doralee. Découvrant sa méprise, une Violet hystérique fait irruption à l'hôpital escortée de Judy. Croyant au trépas de son patron à cause de la mort-au-rat, elle vole un cadavre qu'elle croit être celui de Hart puis le rapporte à l'hôpital, toujours flanquée de Judy et Doralee qui s'efforcent de la raisonner sans y parvenir.
Le lendemain, la réapparition d'un Hart indemne au bureau stupéfie les trois femmes qui discutent des événements de leur soirée sans prendre garde à l'espionne Roz embusquée dans un W.C. Aussitôt informé, Hart décide de faire chanter Doralee pour qu'elle lui cède enfin en prétendant avoir bu le poison et devoir son salut aux soins des médecins. Furieuse, la pulpeuse secrétaire se mue en cow-girl et ligote Hart avec le câble de son téléphone. Judy le libère imprudemment puis, pour empêcher l'odieux patron de les dénoncer mensongèrement à la police, vide au hasard du bureau le barillet du pistolet que le mari-chanteur country de Doralee a offert à son épouse.
Un Hart de nouveau ligoté est séquestré dans sa propriété par les trois femmes qui décident, à leur tour, de le faire chanter en découvrant le fruit de ses malversations financières. Dans l'attente des preuves de sa culpabilité, le patron est retenu prisonnier par ses employées au moyen d'un ingénieux dispositif qui limite ses mouvements à sa seule chambre et le suspend au plafond quand il tente de s'évader.
L'intelligence de Violet et la signature de Hart, imitée par Doralee, leur permettent de faire progresser l'efficacité de leur service dans l'intérêt de leurs collègues et au bénéfice de la société.
Pendant ce temps, Judy est confrontée à son ex-mari qui, abandonné par sa maîtresse, tente de la reconquérir et la découvre dans la chambre maîtrisant un Hart qui a encore tenté de fuir. Elle le chasse définitivement de sa vie en se déclarant adepte des plaisirs SM !
Enfin libéré par sa propre épouse rentrée inopinément de voyage, Hart dépense sans compter pour réparer ses fraudes et piège ses trois ennemies, désormais sans armes contre lui. Au moment où il savoure sa vengeance et s'apprête à les dénoncer à la police, Russel Tinsworthy surgit en personne dans son bureau pour le complimenter de son efficacité, en fait l'efficacité de sa signature imitée, et le récompense en l'attachant à sa personne pour travailler au Brésil.
Tout finit bien pour Violet qui est enfin promue, Judy qui retrouve l'amour et Doralee qui démissionne pour devenir chanteuse de country. Quant à Franklin Hart, il reçoit sa juste punition lorsqu'il est enlevé par une tribu d'Amazones dans la jungle brésilienne !

## Fiche technique
- Titre : Comment se débarrasser de son patron
- Titre original : Nine to Five
- Réalisation : Colin Higgins
- Scénario : Patricia Resnick et Colin Higgins
- Musique : Charles Fox
- Photographie : Reynaldo Villalobos (en)
- Montage : Pembroke J. Herring
- Production : Bruce Gilbert
- Pays de production :  États-Unis
- Format : couleurs - 1,85:1
- Genre : comédie
- Durée : 110 minutes
- Date de sortie : 1980

## Distribution
- Jane Fonda (VF : Évelyn Séléna) : Judy Bernly
- Lily Tomlin (VF : Perrette Pradier) : Violet Newstead
- Dolly Parton (VF : Michèle Bardollet) : Doralee Rhodes
- Dabney Coleman (VF : Jacques Thébault) : Franklin M. Hart Jr.
- Sterling Hayden (VF : Jean-Claude Michel) : Russell Tinsworthy
- Elizabeth Wilson (VF : Monique Mélinand) : Roz Keith
- Henry Jones (VF : Teddy Bilis) : M.. Hinkle
- Lawrence Pressman (VF : François Leccia) : Dick Bernly
- Ren Woods : Barbara
- Earl Boen : M.. Perkins
- David Price : Josh Newstead
- Peter Hobbs : Docteur au St. Ambrose Hospital
- Ray Vitte (VF : Richard Darbois) : Eddie Smith

## Autour du film
- Le film est adapté en sitcom dans les années 1980 : Comment se débarrasser de son patron (1982-1988). Cette série inspire ensuite une sitcom française : Vivement lundi !
- Jane Fonda, Dolly Parton et Lily Tomlin se retrouveront 42 ans après la sortie du film, en 2022, dans l'épisode final de la série Grace et Frankie[1].